# Ad Langebent

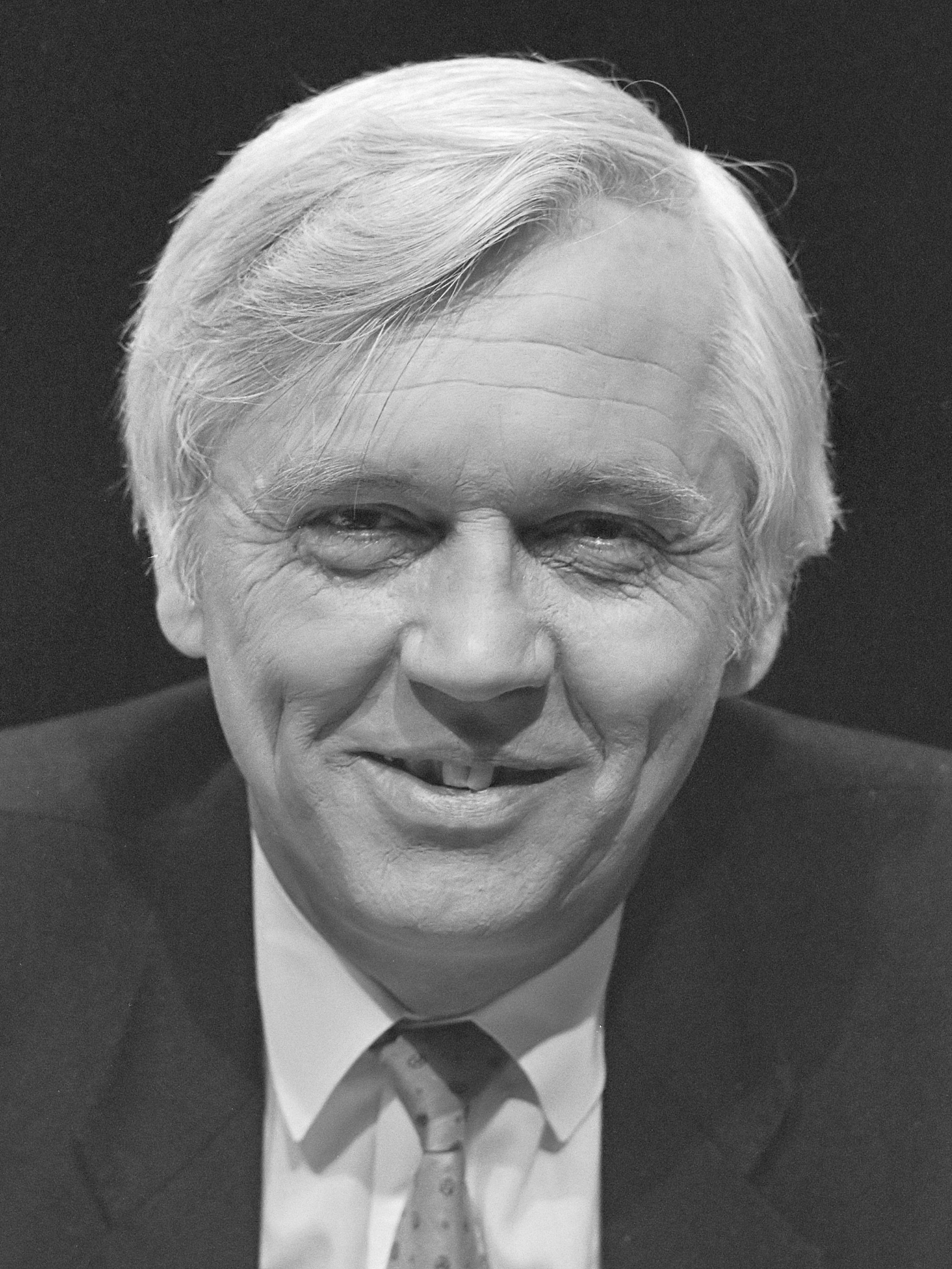
Ad Langebent in 1982

Ad Langebent (Den Haag, 5 maart 1933 – Soest, 21 februari 1997) was een Nederlands radio- en televisiepresentator/journalist.
Ad Langebent ging twee jaar naar een klein-seminarie om priester te worden, maar zette de priesteropleiding niet door, nadat hij misbruikt werd. Hij begon een studie rechten in Leiden, maar brak deze al in het eerste jaar af om bij het Katholiek Nederlands Persbureau te gaan werken. Na twee jaar ging hij naar het katholieke Haagse dagblad Het Binnenhof en na weer twee jaar naar de Haagse redactie van de Volkskrant, waar hij zich ontwikkelde tot een gevreesd politiek verslaggever, die de bijnaam 'de schrik van het Binnenhof' kreeg.
Hij werd in de jaren zestig en zeventig lid van de eerste ploeg van actualiteitenrubriek Brandpunt van de KRO onder Richard Schoonhoven, waar hij vooral studioverslaggever en presentator was. In 1975 werd hij eindredacteur van Brandpunt. Daarna kreeg hij de post directeur televisie van de KRO en liep een burn-out op.
In 1980 interviewde hij kroonprinses Beatrix en haar man prins Claus in hun woning kasteel Drakensteyn ter gelegenheid van Beatrix' troonsbestijging op 30 april dat jaar.
Langebent presenteerde ook jarenlang het tv-programma Heel de mens, over levensvragen en geloof. In de laatste jaren van zijn loopbaan was hij voor de KRO correspondent in Rome. Daar werkte hij ook, met monseigneur Tiny Muskens, aan de renovatie van de kerk der Friezen. Hij werkte tot 1996 bij de KRO.
Langebent maakte in 1992 de eerste uitzending op de Nederlandse televisie over seksueel misbruik binnen de Rooms-Katholieke Kerk, in het religieuze programma Kruispunt van de RKK. Hij verwierf in Hilversum de bijnaam 'monseigneur Langebent'.
Langebent voelde zich vaak persoonlijk betrokken bij de politiek. Hij was geschokt door de Nacht van Schmelzer, in oktober 1966, waarbij de KVP-fractievoorzitter zijn eigen regering onder de katholieke premier Jo Cals liet vallen. Bij de benoeming tot staatssecretaris van Charl Schwietert, eveneens werkzaam bij Brandpunt en een adept van Langebent, was het Langebent die Schwietert binnenskamers aan de kaak stelde, waardoor deze na enkele dagen alweer aftrad. Schwietert had ten onrechte gesteld dat hij een academische titel had en officier in het leger was geweest.
Ad Langebent overleed op 21 februari 1997, vermoedelijk aan een gescheurd aneurysma. Hij ligt begraven op de Algemene Begraafplaats in Soest.

## Waardering
Hij gold als een van de beste (politieke) en meest vernieuwende interviewers van zijn tijd, die bijdroeg aan de ontwikkeling van de tv-journalistiek door zich als een van de eersten kritisch op te stellen tegenover politici.
In opinietijdschrift De Tijd verscheen in 1975 een kritisch artikel, dat vooral inging op zijn grote werkijver en harde manier van omgaan met jongere journalisten, onder wie Fons de Poel. Over Langebent werd in 2005 een tv-documentaire uitgezonden in de serie Profiel van de KRO.